# Хоум-офис
Хо́ум-о́фис, или Министерство внутренних дел (англ. Home Office), — департамент Правительства Великобритании, ответственный за иммиграционный контроль, безопасность и порядок, а также за правительственную политику по вопросам безопасности, таких как наркотики, борьба с терроризмом и удостоверения личности.
Функции Хоум-офиса аналогичны функциям министерства внутренних дел в других странах; с ним тесно взаимодействуют полиция, пограничная служба Великобритании и Служба безопасности (MI5).
Ранее Хоум-офис отвечал за службу тюрем и условно-досрочное освобождение, но сейчас эти вопросы находятся в ведении недавно созданного министерства юстиции Великобритании.
Хоум-офис возглавляет государственный секретарь департамента внутренних дел (англ. Secretary of State for the Home Department), поэтому название «Хоум-департамент» используется наравне с названием «Хоум-офис», особенно в официальных документах и парламентских дебатах.

## Организация

### Цели департамента
Перед министерством внутренних дел стоят следующие цели:
- Снижение уровня преступности
- Обеспечение людям чувства безопасности в своих домах и в повседневной жизни, особенно путём прозрачности, отзывчивости и ответственности полиции
- Защита Великобритании от атак террористов
- Изменение баланса системы уголовного правосудия в сторону законопослушного большинства и жертв
- Контроль правонарушителей для защиты населения и сокращения рецидивов
- Обеспечение безопасности границ Великобритании, предотвращение злоупотреблений в иммиграционном законодательстве и управление миграцией на благо Великобритании.